# مایکل اروزکو
مایکل اروزکو (انگلیسی: Michael Orozco؛ زادهٔ ۷ فوریهٔ ۱۹۸۶) یک بازیکن فوتبال اهل ایالات متحده آمریکا است.
وی همچنین در تیم ملی فوتبال ایالات متحده آمریکا بازی کرده است.